# Edvard Nielsen Aronsen
Lars Peter Edvard Martin Niels Nielsen Aronsen (geb. Nielsen; * 20. Juni 1966) ist ein grönländischer Politiker (Inuit Ataqatigiit) und Musiker.

## Leben
Edvard Nielsen Aronsen stammt aus Kullorsuaq. In den 1990er Jahren war er Fabriksleiter in seinem Heimatort. Daneben ist er als Musiker tätig und gab in den 1990er Jahren mehrere Platten mit anderen Musikern aus seiner Heimatgegend heraus.
Er kandidierte bei der Parlamentswahl in Grönland 2018, erhielt aber nur 35 Stimmen. Um die Zeit herum war er Dorfratsvorsitzender in Kullorsuaq. Bei der Kommunalwahl 2021 erhielt er 49 Stimmen und verpasste somit den Einzug in den Kommunalrat der Avannaata Kommunia. Bei der Parlamentswahl am selben Tag erreichte mit 45 Stimmen den elften Nachrückerplatz seiner Partei. Von dort aus saß er ab 2024 im Inatsisartut. Bei der Wahl 2025 erhielt er nur noch 23 Stimmen. Auch bei der Kommunalwahl 2025 erhielt er nur 20 Stimmen und verpasste somit erneut den Einzug in den Kommunalrat.